# Wodewil

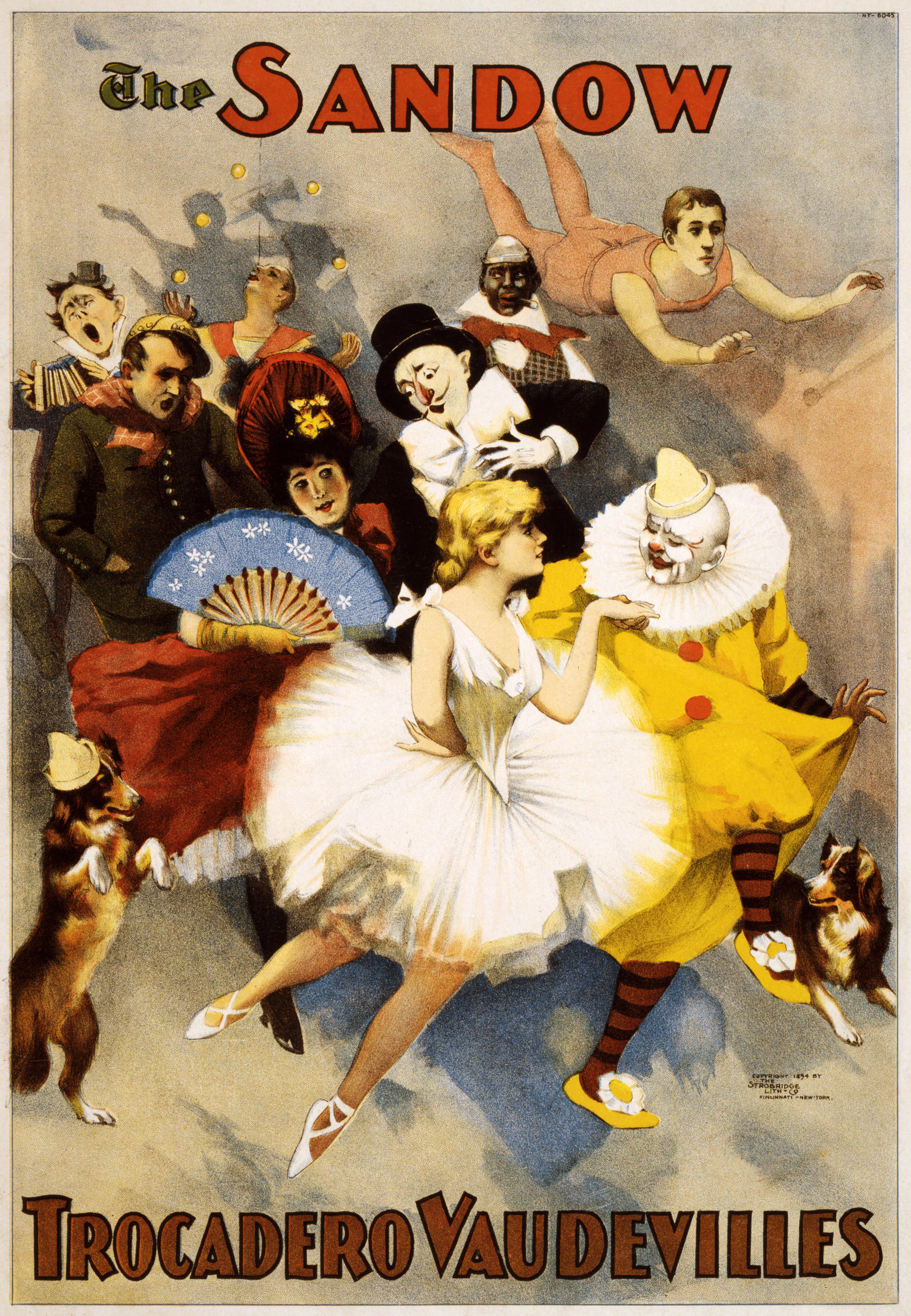
Plakat promujący Sandow Trocadero Vaudevilles (1894)

Wodewil (fr. vaudeville) – muzyczna forma dramatyczna o komicznym charakterze, powstała we Francji w okresie baroku, łącząca tekst komediowy z piosenkami. Wodewil wpłynął na rozwój opery komicznej.
Wodewile komponował m.in. Jean-Jacques Rousseau (Le devin du village), Christoph Willibald Gluck (L'île de Merlin, La fausse esclave, Cythère assiegée) i Maciej Kamieński (Nędza uszczęśliwiona). Twórcą librett do wodewili był m.in. Charles-Simon Favart. W Polsce wodewil był główną muzyczną formą dramatyczną tworzoną w epokach klasycyzmu i romantyzmu (do czasów Stanisława Moniuszki).
Wodewil był popularny w pierwszej ćwierci XX wieku w Stanach Zjednoczonych, gdzie często łączył cechy kabaretu i burleski. Do artystów wodewilowych z tamtego okresu zaliczyć można Josephine Baker, George'a Burnsa i Boba Hope'a. W Polsce do luminarzy tej formy sceny muzycznej należał Ludwik Sempoliński.